# أنا (كتاب إلتون جون)
أنا (Me) هو كتاب السيرة الذاتية للمغني وعازف البيانو والملحن الإنجليزي إلتون جون.
تم إصداره في 15 أكتوبر 2019 عن دار نشر ماكميلان. كتبه الصحفي ألكسيس بيتريديس،  الذي عمل على الكتاب مع جون لمدة ثلاث سنوات ونصف.

## ملخص
يروي الكتاب الأحداث من طفولة جون في بينر وحتى جولته الفنية الأخيرة بعنوان «وداعا يلو بريك رود». ويصف الاكتئاب ومحاولات الانتحار التي أقدم عليها، وكذلك إدمانه المخدرات وإصابته بسرطان البروستاتا. ويعترف بأنه قضى حياته المهنية كلها «في محاولة لتوضيح ما صنعت لأبي». ويشرح أسباب دعوته لمكافحة الإيدز.

### تعليقات على مايكل جاكسون
يقول جون إلتون في الكتاب عن المغني الأمريكي الشهير مايكل جاكسون أنه كان «مصابًا بمرض عقلي حقيقي» و «مزعج لمن حوله». وسبب هذه التعليقات هي مأدبة غداء استضافها جون لتقديم زوجه ديفيد فورنيش إلى جاكسون في عام 1993. 

## النقد
وصف هادلي فريمان. وهو كاتب في صحيفة الجارديان. الكتاب بأنه «مفعم بالحيوية ومكتظ بالحكايات البذيئة» قائلاً: «إلتون لا يسخر من أحد أكثر من نفسه. إنه ممزق ذاتيًا بشكل مذهل ومضحك» 
في الديلي تلغراف. قال نيل ماكورميك: «إذا كنت في السوق من أجل سيرة ذاتية مليئة بالجنس والمخدرات وموسيقى الروك أند رول. فمن الواضح أن إلتون هو رجلك».
في صحيفة التايمز، قال ويل هودجكينسون إن «مذكرات جون الحزينة والمضحكة تكشف عن عوامل عدم الأمان التي تحرك سلوكه المتطلب».